# 塞扎克 (洛特省)
塞扎克（法語：Cézac，法語發音：[sezak]）是法国洛特省的一个市镇，属于卡奥尔区。

## 地理
塞扎克（44°20'23"N, 1°20'12"E）面积17.34 平方千米，位于法国奧克西塔尼大區洛特省，该省份为法国西南部内陆省份，北起顺时针与科雷兹省、康塔爾省、阿韦龙省、塔恩-加龙省、洛特-加龍省和多尔多涅省接壤。
与塞扎克接壤的市镇（或旧市镇、城区）包括：拉巴斯蒂德马尔纳克、维勒塞克、凯尔西地区巴格洛讷、凯尔西地区朗杜、卡斯泰尔诺蒙拉捷。

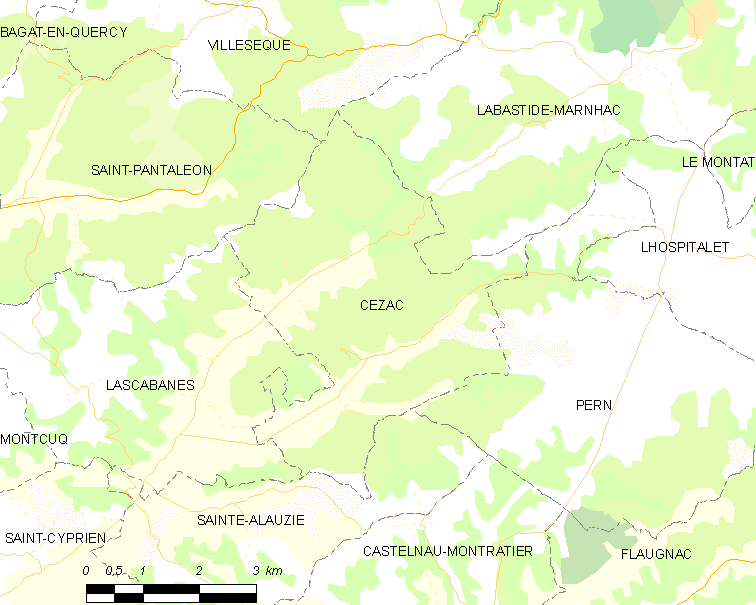
的OSM定位图

塞扎克的时区为UTC+01:00、UTC+02:00（夏令时）。

## 行政
塞扎克的邮政编码为46170，INSEE市镇编码为46069。

## 政治
塞扎克所属的省级选区为南凯尔西边区县。

## 人口

1962-2008年间人口变化图示

塞扎克于2022年1月1日时的人口数量为178人。